# Thales Bushmaster

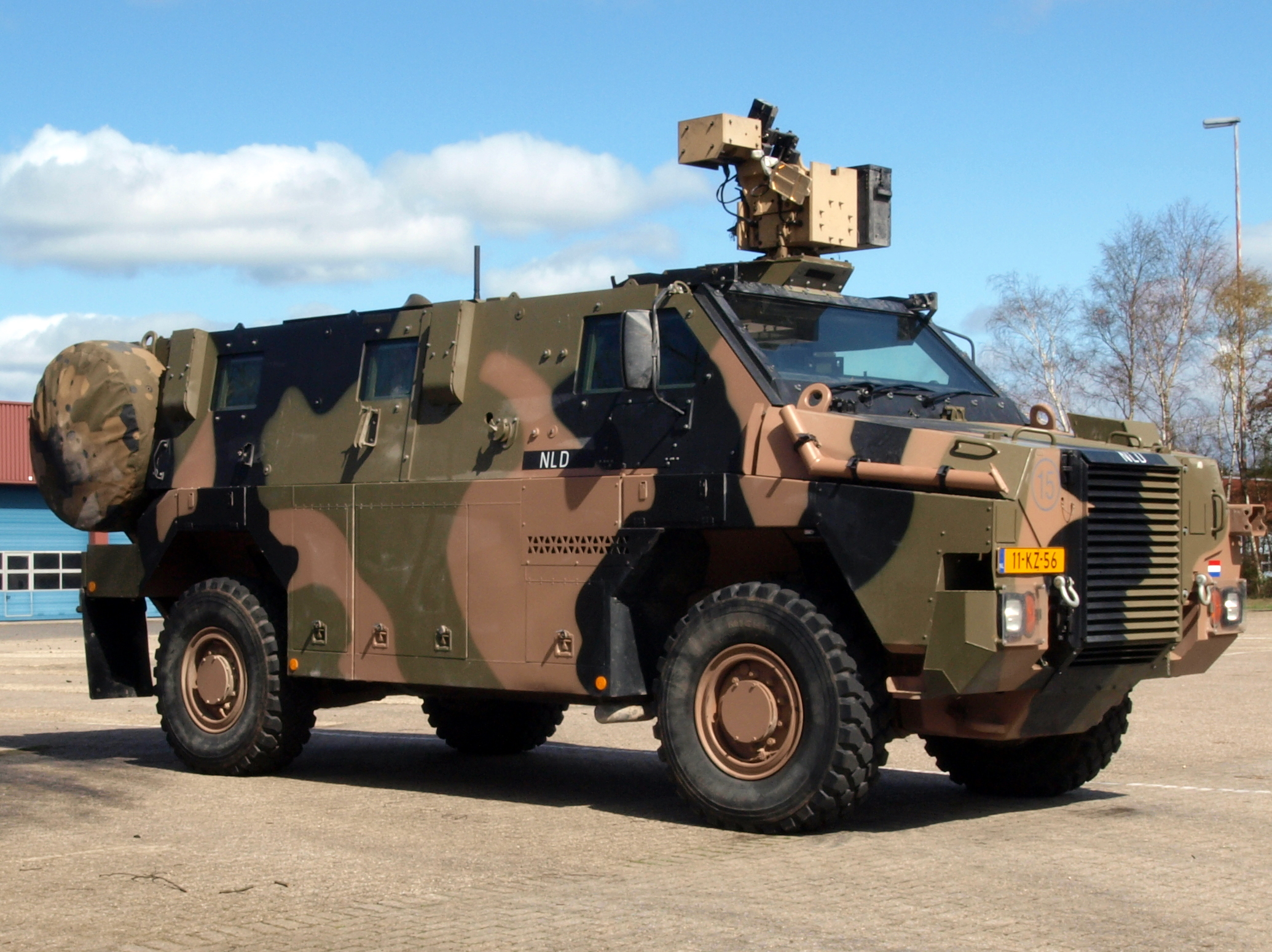
Un Bushmaster dell'esercito neerlandese nel 2010.

Il Thales Bushmaster è un Protected Mobility Vehicle (PMV) o Infantry Mobility Vehicle (IMV) – una tipologia di veicolo trasporto truppe – 4×4 MRAP prodotto dalla Thales Australia con il supporto di Oshkosh Truck. Il Bushmaster è entrato in servizio con l'Australian Army ed è attualmente impiegato da diverse forze armate.

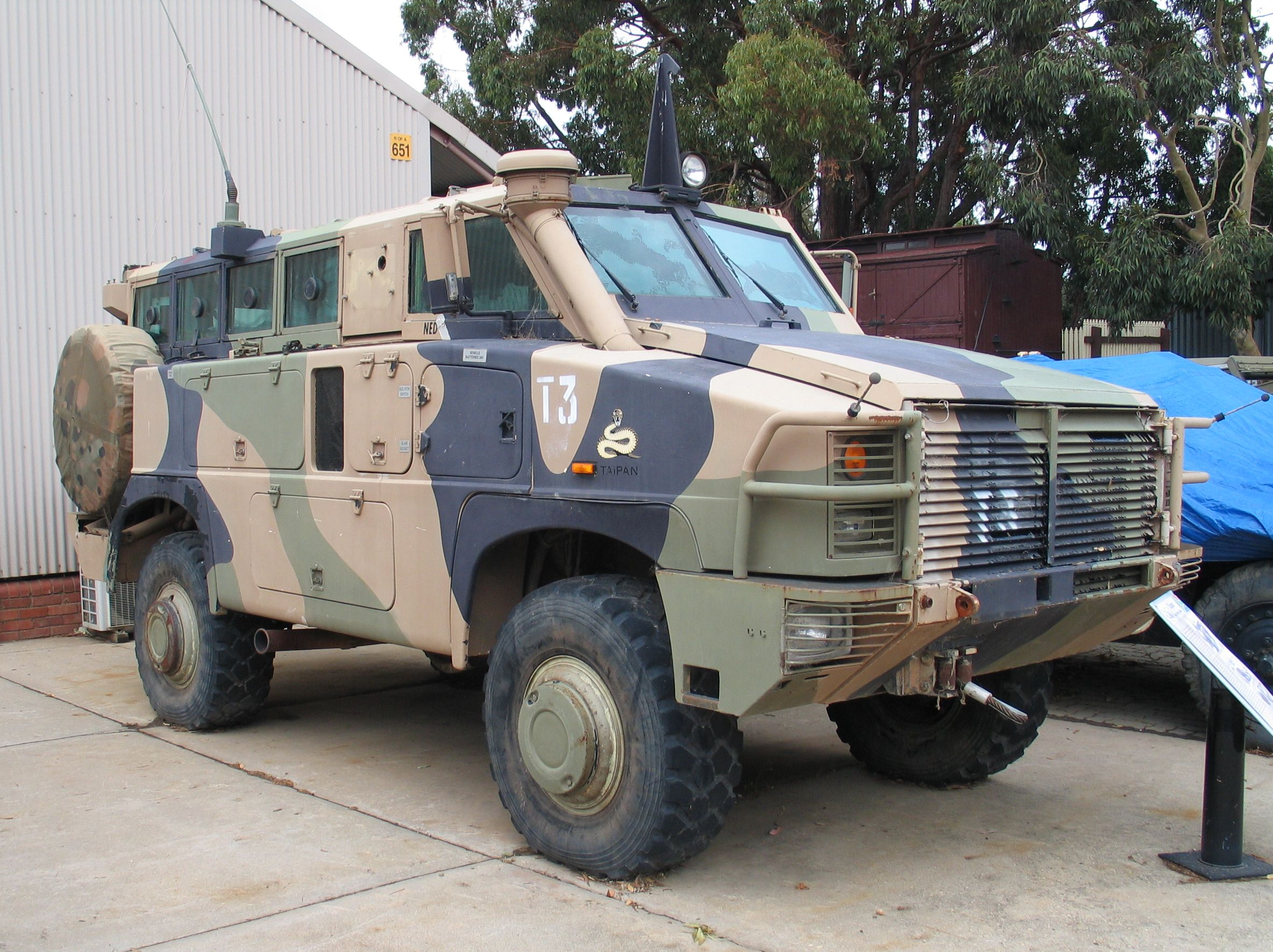
Un Taipan, sconfitto dal Bushmaster nella competizione "Project Bushranger" (Land 116).

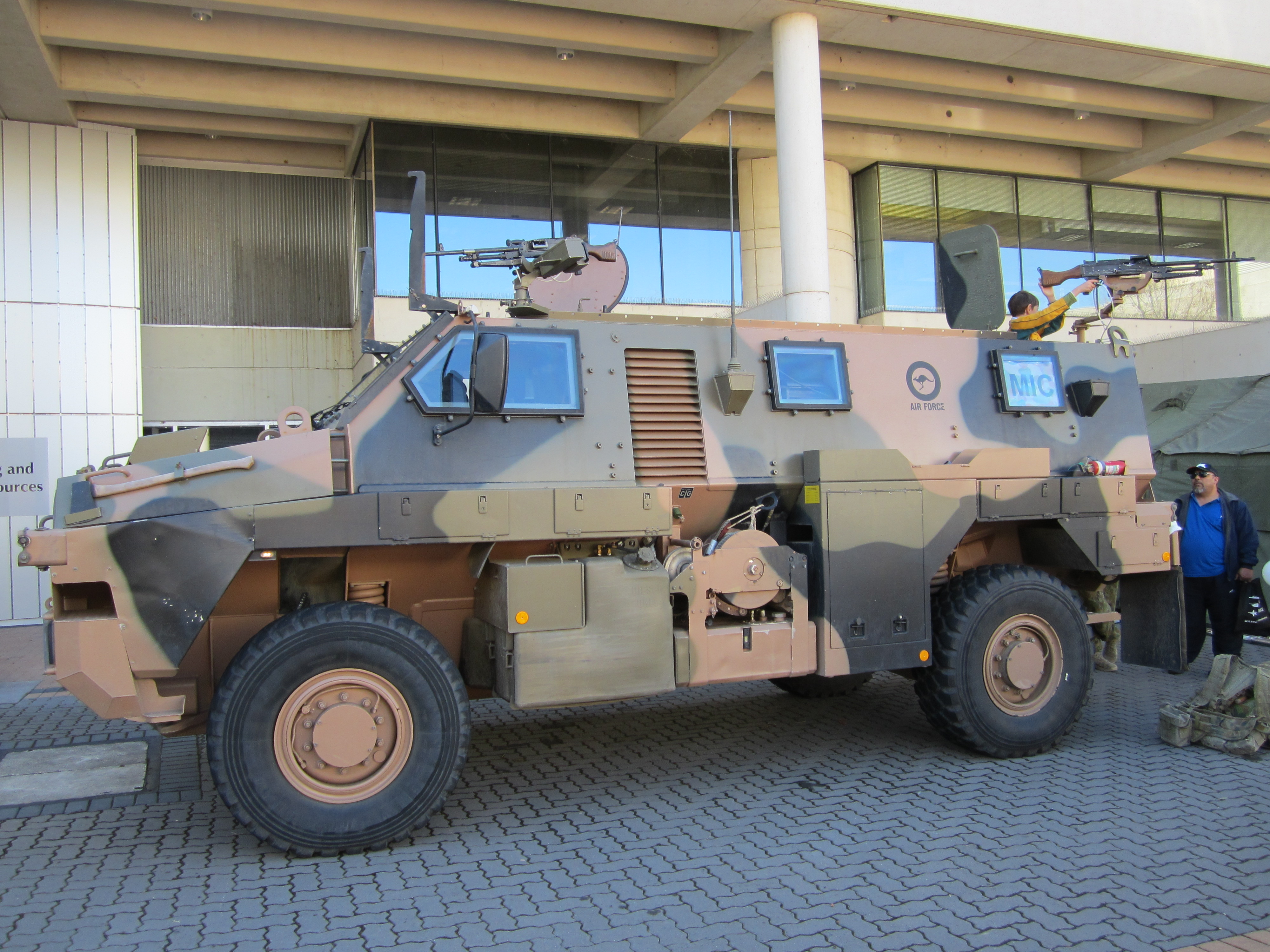
Un Bushmaster dell'aeronautica australiana nel 2012.

Il ruolo del Bushmaster è quello di fornire un trasporto di mobilità protetto (o una capacità di sollevamento delle truppe protetta), con la fanteria che smonta dal veicolo prima di entrare in azione. Poiché il Bushmaster è solo leggermente blindato, il termine di veicolo di mobilità della fanteria (Infantry Mobility Vehicle – IMV) è stato inizialmente adottato per distinguerlo da un veicolo trasporto truppe più pesante ruotato o cingolato, come l'ASLAV e l'M113, anch'essi in servizio nell'Australian Army. Successivamente la designazione del Bushmaster è stata cambiata in veicolo di mobilità protetto (Protected Mobility Vehicle – PMV).

## Storia

### Sviluppo
La "1991 Defence Force Structure Review" ha identificato l'esigenza dell'esercito australiano di un veicolo per la mobilità della fanteria (IMV). Il "1994 White Paper" affermava che sarebbero stati acquistati nuovi veicoli per la forza di terra. Il "Project Bushranger (Land 116)" fu avviato per procurarsi de veicoli protetti e non protetti. Il "Infantry Improvised Mobility Vehicle" (IIMV), una flotta di veicoli non blindati Land Rover Perentie (basati sul Defender 110) fu acquistata dal novembre 1993 per ricoprire il ruolo di IMV fino all'entrata in servizio di questo. Nel febbraio 1994, una bozza delle specifiche per l'IMV fu rilasciata, seguita a luglio dall'invito a registrare l'interesse con 17 proposte ricevute, inclusa la compagnia australiana Perry Engineering con il "Bushmaster" e l'Australian Specialised Vehicle System con il "Taipan" (un derivato dal Mamba sudafricano). Nel settembre 1995, la richiesta di offerta è stata rilasciata a 5 proposte preselezionate e nel gennaio 1997 a causa di ritiri, il "Bushmaster" e il "Taipan" restarono gli unici contendenti.
All'inizio del 1996, la Perry Engineering produsse un prototipo del Bushmaster basato su un MP44 della Timoney Technologies progettato in Irlanda, inclusa la sospensione indipendente Rockwell/Timoney, e con componenti della società statunitensi Stewart & Stevenson provenienti dalla Famiglia di Veicoli Tattici Medi (FMTV). Oltre il 65% dei componenti di Stewart & Stevenson proveniva dalla FMTV, compresi i motori, la trasmissione, lo sterzo, la strumentazione, i sistemi elettrici e gli pneumatici. Il prototipo è stato realizzato in meno di sette mesi.
Nel settembre del 1996, la società di proprietà del Governo australiano "Australian Defence Industries" (ADI) acquistò i diritti di proprietà intellettuale del "Bushmaster" dalla Perry Engineering di Boral, con l'accordo anche di Timoney Technologies e di Stewart & Stevenson.
Nel novembre 1997, ADI lanciò una sua proposta riprogettata del "Bushmaster" cambiando il design e la forma dello scafo per resistere a una forza maggiore ed associandovi delle migliorie interne ed esterne. Nel marzo 1998, tre IIMV "Bushmaster" e tre IIMV "Taipain" (costruiti in Sudafrica) hanno avviato delle prove di valutazione competitiva di 44 settimane. Nessuno dei due veicoli ha soddisfatto tutti i requisiti delle specifiche, e hanno svolto i test con risultati variabili nel corso delle prove.
Il 10 marzo 1999, l'ADI ottenne il contratto "Bushranger (Land 116)" per produrre il Bushmaster da fabbricare nella loro sede di Bendigo. Nel novembre 1999, l'ADI è stata privatizzata, diventando proprietà al 50% della società francese Thales e al 50% di proprietà della società australiana Transfield. Nel 2006, l'ADI è stata rinominata in "Thales Australia", a seguito dell'acquisto da parte di Thales delle quote della Transfield.
Nell'ottobre 2016 è stato annunciato che l'Australia e l'Indonesia avrebbero sviluppato insieme un nuovo veicolo basato sul "Bushmaster" per essere utilizzato dalle forze armate indonesiane. Il veicolo, noto come Sanca, è prodotto da PT Pindad in collaborazione con Thales.

### Produzione
In linea con il ruolo e le capacità del veicolo, l'esercito australiano designa le sue unità di fanteria equipaggiate col Bushmaster come motorizzate e non meccanizzate. In seguito allo sviluppo problematico del veicolo, un totale di 299 Bushmasters sono stati ordinati dal "Wheeled Manoeuvre Systems Program Office" del "Defence Materiel Organisation" per la Australian Defence Force (una quantità ridotta rispetto ai 370 che erano stati originariamente ordinati). Le consegne di Bushmaster sono iniziate nel 2005 (tre anni più tardi di quanto originariamente previsto) e avrebbero dovuto essere completate a luglio 2007. Le consegne della versione trasporto truppe (152 veicoli) sono state completate il 7 giugno 2006. Le consegne della versione posto di comando sono state completate entro la metà del 2006, seguite dalla consegna delle altre versioni.
Nel dicembre 2006 il ministro della Difesa australiano ha annunciato che l'ordine australiano di Bushmaster è stato aumentato e saranno consegnati oltre 400 veicoli. Questa cifra è stata poi confermata come 443 veicoli in un successivo comunicato stampa. Nell'agosto del 2007 sono stati ordinati altri 250 esemplari, portando il totale dei veicoli della ADF a 696, in tutte le configurazioni. Quest'ordine è stato ulteriormente aumentato nell'ottobre 2008 a 737 veicoli per l'Australian Defence Force. Il 12 maggio 2011 il governo australiano ha annunciato l'acquisto di ulteriori 101 Bushmasters, al fine di sostituire i veicoli danneggiati sulle operazioni e di fornire veicoli aggiuntivi per la formazione e l'uso operativo. Un ulteriore ordine per 214 veicoli è stato annunciato a luglio 2012. Il numero di Bushmasters australiani ordinati è di 1.052.
La "Motorised Combat Wing" del "Army's Combat Arms Training Centre" provvede all'addestramento iniziale dei piloti dell'esercito e dell'aeronautica del Bushmaster. L'addestramento alla manutenzione è svolto dal "Army Logistic Training Centre".
Secondo i piani attuali, Bushmaster rimarrà in servizio in Australia fino al 2030.

### Impiego operativo
Australia – Australian Army
1999 – Crisi di Timor Est del 1999 (INTERFET)
2005-2013 – Guerra in Afghanistan
2005-2013 – Guerra in Iraq
2006 – XVIII Giochi del Commonwealth a Melbourne
 Figi – Republic of Fiji Military Forces
dal 2017 – United Nations Disengagement Observer Force (Alture del Golan)
 Paesi Bassi – Koninklijke Landmacht
dal 2007 – Guerra in Afghanistan
dal 2014 – Guerra in Mali
 Regno Unito – British Army
2008-2009 – Guerra in Iraq (impiegati dalle United Kingdom Special Forces a supporto della Task Force Black a Bassora)

## Tecnica
Il Bushmaster è ottimizzato per le operazioni nel nord dell'Australia (a nord del 26º parallelo Sud) ed è in grado di trasportare fino a 9 soldati (successivamente tutte le versioni "trasporto truppe" australiane, AA e RAAF, sono state aggiornate per trasportare 10 soldati) e le loro attrezzature, carburante e rifornimenti per 3 giorni, a seconda del tipo di versione. Il veicolo è dotato di aria condizionata e inizialmente era previsto un sistema di abbeveraggio di acqua fredda, ma è stato omesso in fase di produzione a causa dei costi. Dopo dei reclami operativi, il sistema di raffreddamento dell'acqua potabile viene riconsiderato per l'installazione. Il veicolo ha una velocità di crociera su strada di 100 km/h e un'autonomia operativa di 800 km.
Il Bushmaster è un veicolo protetto contro le mine e fornisce un alto grado di protezione contro le mine terrestri, usando la sua monoscocca con scafo a V per deviare l'esplosione dal veicolo e dai suoi occupanti. La corazzatura del veicolo fornisce protezione contro le armi di piccolo calibro di munizioni a sfera fino a 7,62 mm, frammenti di mortaio da 81 mm, mine Claymore e, con armature aggiuntive per appliques, protezione contro munizioni perforanti fino a 7,62 mm. I serbatoi di carburante e di fluidi idraulici del veicolo si trovano all'esterno del compartimento dell'equipaggio, mentre esso ha anche un sistema di estinzione automatica degli incendi. La variante da trasporto truppe del Bushmaster è dotata di un'arma da fuoco girevole. L'arma da fuoco girevole anteriore può essere dotata di mitragliatrice da 5,56 mm o 7,62 mm. I due portelli posteriori hanno ciascuno un attacco di montaggio per consentire l'attacco di un supporto girevole capace di contenere una mitragliatrice da 7,62 mm. L'armamento del Bushmaster è stato oggetto di aggiornamenti, tra cui un sistema d'arma a controllo remoto (RWS) e la possibilità di installare all'avanti una mitragliatrice pesante da 12,7 mm o un lanciagranate automatico da 40 mm.
Il Bushmaster è trasportabile dagli aeromobili Lockheed C-130 Hercules, Boeing C-17 Globemaster III e Mil Mi-26. Il Bushmaster è il primo veicolo blindato progettato e completamente fabbricato in Australia dai tempi del carro Sentinel durante la seconda guerra mondiale.

## Versioni
Le versioni in uso dall'Australian Defence Force sono indicate con *

### Versioni militari
Le versioni proposte da Thales (2016):
- Troop Carrier – Trasporto truppe*
- Command & Control – Comando e controllo*
- Ambulance – Ambulanza*
- Route Clearance – Bonifica strade da IEDs
- Heavy Weapons – Armi pesanti
- Mortar Carrier – Porta mortaio*
- Air Defence – Difesa aerea*
- Maintenance – Manutenzione

Le versioni proposte da Thales (2012):
- Troop Movement – Trasporto truppe*
- Command & Control – Comando e controllo*
- Electronic warfare – Guerra elettronica
- Air defence – Difesa aerea*
- Assault pioneer – Assalto*
- Direct Fire Support – Supporto di fuoco
- Route Clearance – Bonifica strade da IEDs
- Ambulance – Ambulanza*
- Single Cab Utility – Veicolo utilitario a cabina singola (versione non realizzata)
- Dual Cab Utility – Veicolo utilitario a cabina doppia (versione non realizzata)

Le versioni proposte da Thales (2009):
- Patrol Vehicle (Troop Carrier)*
- Command Vehicle*
- Assault Pioneer Vehicle*
- Ambulance*
- Direct Fire Support Weapons Vehicle
- Mortar Variant*
- Single Cab Utility – Veicolo utilitario a cabina singola (versione non realizzata)
- Dual Cab Utility – Veicolo utilitario a cabina doppia (versione non realizzata)

### Versioni civili
- FireKing – Antincendio[12]

### Altre varianti
- Sanca – realizzata dall'indonesiana PT Pindad[6][7]

## Utilizzatori

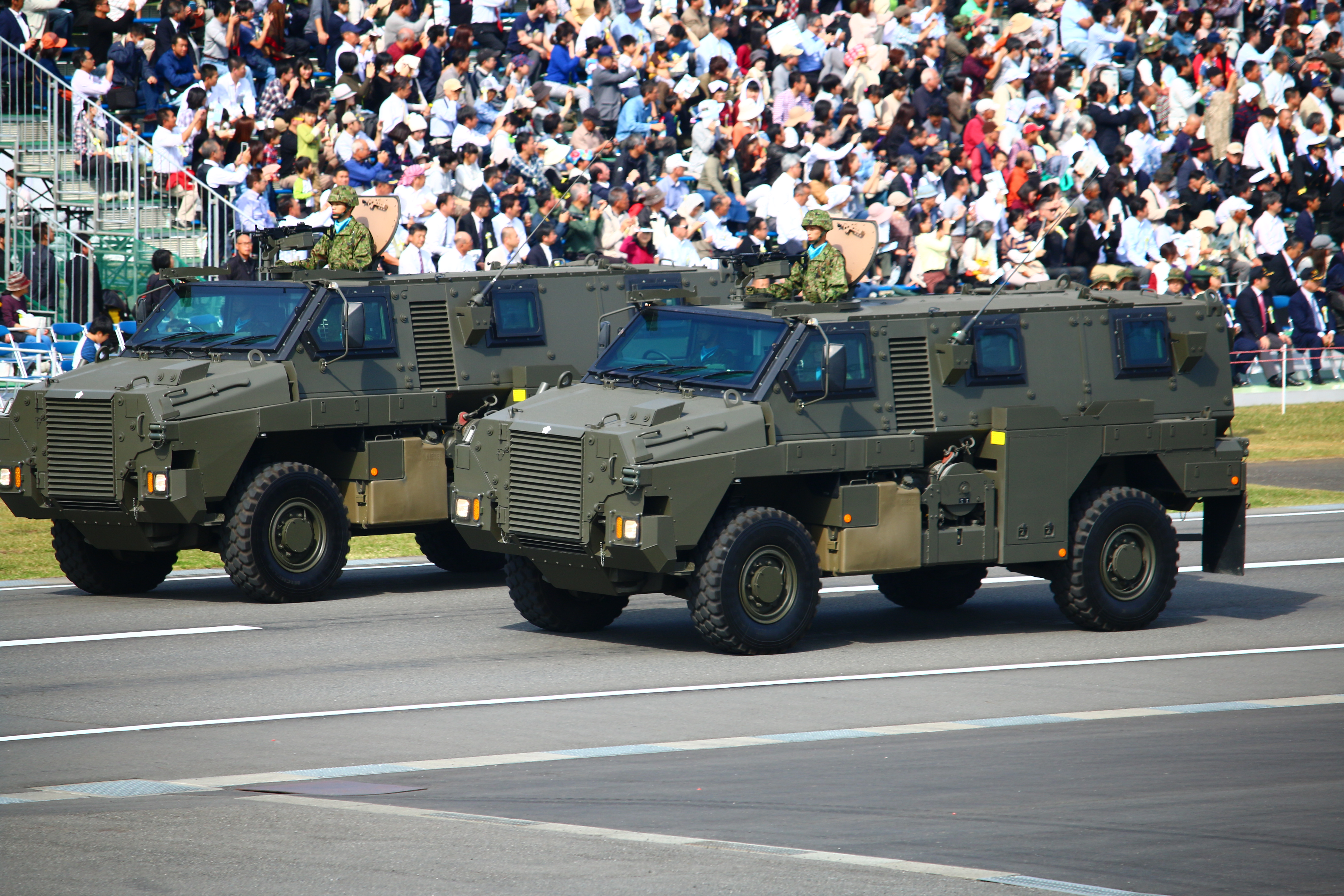
Due Bushmaster dell'esercito giapponese nel 2016.

Australia
- Australian Army

Paesi utilizzatori del Bushmaster

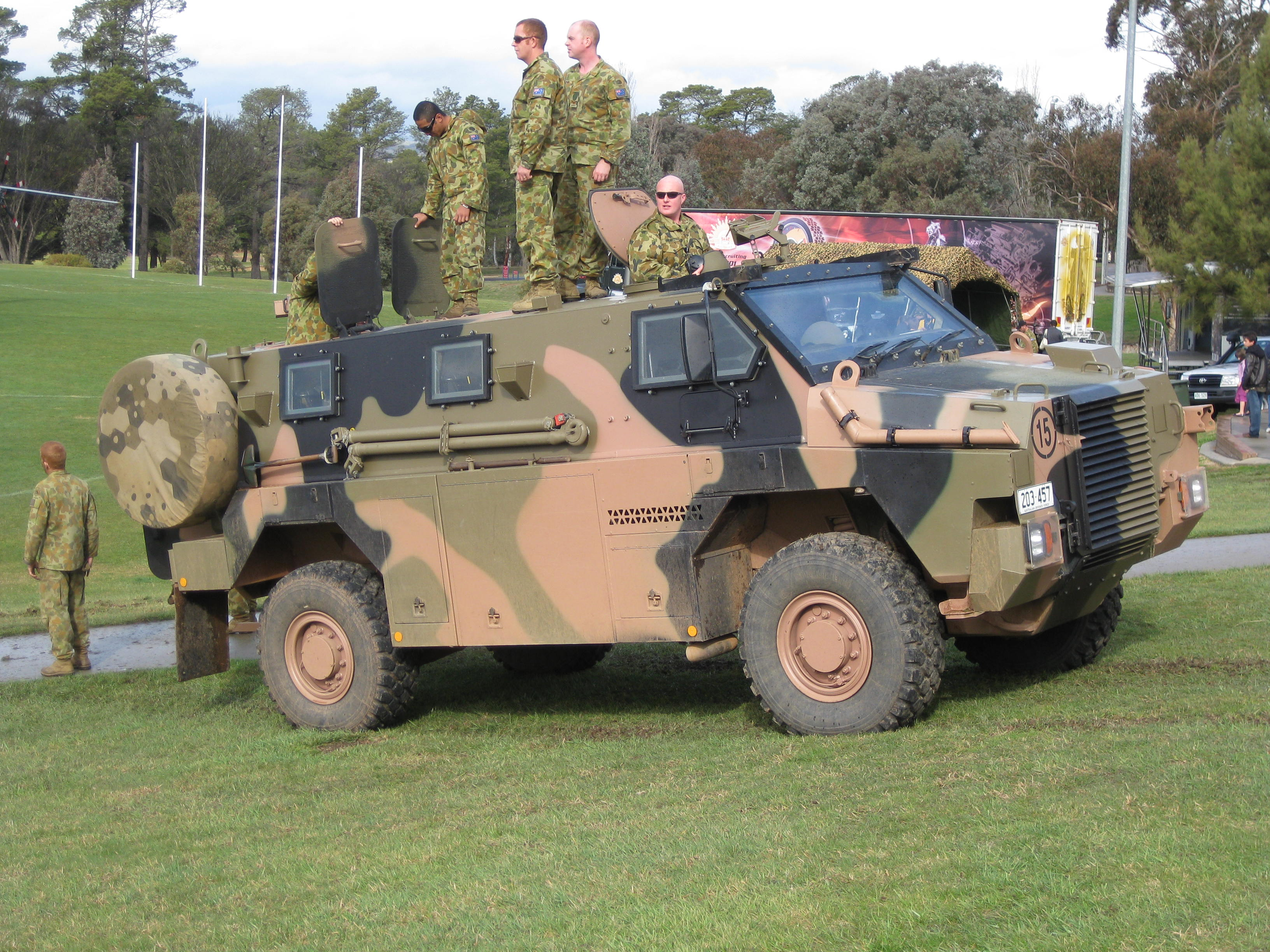
Un Bushmaster dell'esercito australiano nel 2009.

1 502veicoli acquistati nel 2005, 78 acquistati nel 2023.
- Royal Australian Air Force
- South Australian Forestry Corporation

15 FireKing acquistati nel 2005.
 Figi
- Republic of Fiji Military Forces

10 acquistati di seconda mano dall'Australia nel 2017. Altri 14 sono stati acquistati nel 2023.
 Giamaica
- Jamaica Defence Force

12 acquistati nel 2013 e consegnati tra il 2015 e il 2016, altri 6 acquistati nel 2020.
 Giappone
- Rikujō Jieitai

4 acquistati nel 2014, seguiti da altri 4 nel 2018.
 Indonesia
- Tentara Nasional Indonesia Angkatan Darat

3 acquistati nel 2013 e consegnati al Kopassus nel 2014, seguiti da 15 di seconda mano donati dall'Australia nel 2021 e consegnati nel 2023.
 Nuova Zelanda
- New Zealand Army

43 acquistati nel 2020, consegnati nel 2023 e in servizio dal 2024.
 Paesi Bassi
- Koninklijke Landmacht

98 acquistati tra il 2006 e il 2016, 6 acquistati nel 2020, per un totale di 102 esemplari consegnati.
 Regno Unito
- British Army

24 acquistati nel 2008.
 Ucraina
- Forze terrestri ucraine

120 donati dall'Australia tra il 2022 e il 2023.